# Пустеля Сахара (екорегіон)
Екорегіон пустеля Сахара, за визначенням Всесвітнього фонду дикої природи (WWF), має у своєму складі надпосушливий центр Сахари між широтами 18° N і 30° N.
 
Екорегіон один з декількох екорегіонів пустель і чагарників, що охоплюють північну частину африканського континенту.

## Розташування
Пустеля Сахара — найбільша неполярна пустеля у світі, розташована у Північній Африці. Простягається від Червоного моря до Атлантичного океану. 
Величезна пустеля охоплює декілька екологічно відмінних регіонів. 
Екорегіон пустелі Сахара займає площу 4 619 260 км² у спекотному, надпосушливому центрі Сахари, оточений на півночі, півдні, сході та заході екорегіонами пустелі з більшою кількістю опадів і більшою кількістю рослинності.

Екорегіон північносахарські степи та рідколісся, розташований на півночі та заході, межує із регіонами із середземноморським кліматом на узбережжях Середземного та Атлантичного океану Африки. 
Екорегіон південносахарські степи та рідколісся отримують більше регулярних зимових опадів, ніж екорегіон пустеля Сахара. 
Екорегіон південносахарські степи та рідколісся лежить на півдні, між екорегіоном пустеля Сахара та луками Сахелю. 
Південно-сахарський степ та рідколісся отримують більшу частину річних опадів протягом літа. 
Червономорська прибережна пустеля розташована у прибережній смузі між екорегіоном пустелі Сахара та Червоним морем. Західна частина регіону відома як Ель-Джуф, знаходиться на кордоні Мавританії та Малі.
Гірські хребти, що здіймаються у пустелі і отримують більше опадів та мають нижчі температури. 
Екорегіони цих гір: Західносахарські гірські склерофітні рідколісся в Ахаґгарі, Тассілі-н'Адджер, Аїр та інших хребтах у західній та центральній пустелі Сахари та гірські склерофітні рідколісся Тібесті-Джебель-Увейнат у Тібесті та Джебель-Увейнат у східній Сахарі.

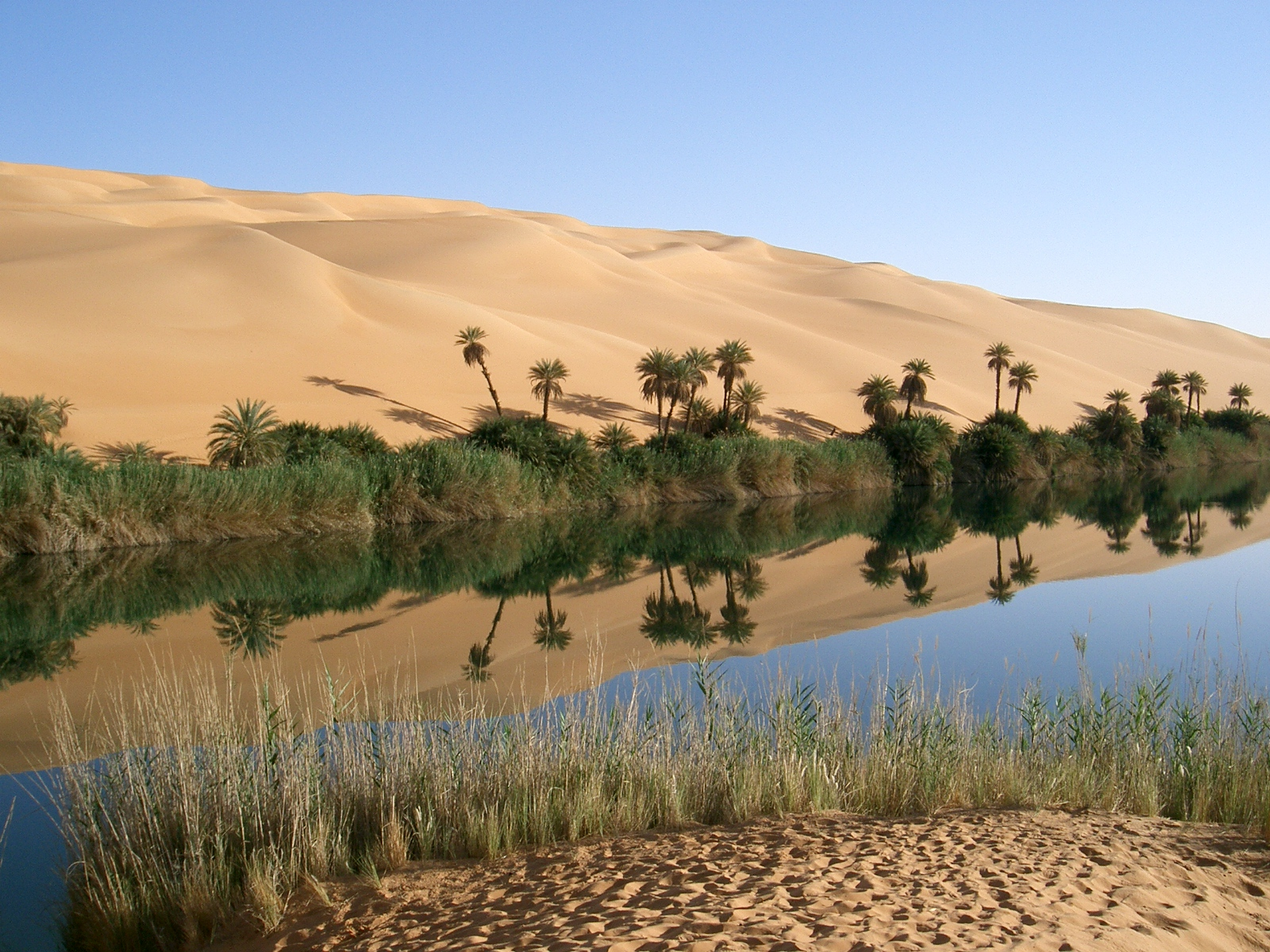
Оаза Аубарі в Лівії

Поверхня пустелі змінюється від піщаних дюн (ерг), до кам’яних плато (гамада), гравійних рівнин (рег), сухих долин (ваді) і солончаків. 
Єдиною постійною річкою, яка перетинає екорегіон, є річка Ніл, яка має виток у Східній Африці і впадає на північ у Середземне море. 
Деякі райони мають величезні підземні водоносні горизонти, у результаті чого утворюються оази, тоді як в інших регіонах серйозно не вистачає водних запасів.

### Клімат
Пустеля Сахара має спекотний пустельний клімат (за класифікацією клімату Кеппена BWh). 
Пустеля Сахара є одним із найпосушливіших і найспекотніших регіонів світу, середня температура іноді перевищує 30 °C, а середні високі температури влітку становлять понад 40° C протягом місяців. 
Іноді сягає до 47° C. У горах, таких як Тібесті у Лівії або Ахаггар в Алжирі, середні максимуми влітку трохи пом’якшуються висотою і становлять від 35 до 42 °C на висоті від 1000 до 1500 м. 
Добові коливання також екстремальні: від 37,5 до -0,5 °C.

Типові коливання температури становлять від 15 до 20 °C.
Опадів у пустелі Сахара випадає мало, оскільки вся пустеля зазвичай отримує менше 100 мм опадів на рік, за винятком найпівнічнішого та найпівденного краю, а також найвищих пустельних гір. 
Більше половини території пустелі є надпосушливими і практично без дощів, із середньою річною кількістю опадів нижче 50 мм, 
і багато років поспіль можуть бути без опадів. 
Південь пустелі Сахара, уздовж межі із спекотним напівпосушливим кліматом (BSh) Сахеля, отримує більшу кількість щорічних опадів влітку, коли Внутрішньотропічна зона конвергенції рухається на північ.
 
Ранньою весною відбуваються вітрові та піщані бурі. 
Місцеві жителі захищаються від спеки, сонячного світла, сухого повітря, високих добових температур і іноді пилових або піщаних вітрів, покриваючи свої голови, наприклад, чечеським одягом, який носять туареги.